# Gift Muzadzi
Gift Muzadzi (Salisbury, 2 ottobre 1972) è un ex calciatore zimbabwese, di ruolo portiere.

## Carriera

### Club
Nel 1994, dopo aver giocato in patria con il Darryn T, si è trasferito in Polonia, al Radomiak Radom. Nel 1995 è passato al Lech Poznań. Nel 1996 è stato acquistato dal Górnik Zabrze. Nel 1997 si è trasferito al Radomsko. Nell'estate 1998 è passato al Radomiak Radom. Nel 1999 è tornato in patria, al Dynamos. Poco dopo viene prestato allo Zimbabwe Saints. Nel 2000 è rientrato dal prestito. Ha militato al Dynamos fino al 2002. Nel 2002 è passato all'Hellenic, squadra della massima serie sudafricana. Nel 2004 è tornato in patria, allo Sporting Lions. Nel 2005 ha militato al Buymore. Nel 2006, dopo aver giocato al CAPS United, si è trasferito in Sudafrica, al Fidentia Rangers. Nel 2009 si è ritirato, dopo aver giocato l'ultima stagione in patria con il Gunners.

### Nazionale
Ha debuttato in Nazionale nel 1997. Ha fatto parte della rosa della Nazionale fino al 2006. Ha partecipato, con la Nazionale, alla Coppa d'Africa 2006.